# Referendum w Macedonii w 2018 roku
Referendum w Macedonii odbyło się 30 września 2018 roku. Pytanie referendalne dotyczyło sporu o nazwę „Macedonia” toczonego z Grecją od lat 90. XX wieku. 91,46% głosujących opowiedziało się za zmianą nazwy. Referendum zostało uznane jednak za niewiążace z powodu niskiej frekwencji – 36,89%. Referendum miało charakter konsultacyjnego.

## Tło
Macedonia ogłosiła niepodległość od Socjalistycznej Federacyjnej Republiki Jugosławii 8 września 1991 po referendum niepodległościowym, w którym zdecydowana większość głosujących poparła odłączenie się od federacji. Sprzeciw wobec określenia „Republika Macedonii” wyraziła Republika Grecka domagając się zmiany nazwy i flagi nowo powstałego państwa, argumentując to przynależnością starożytnej Macedonii do Grecji. W wyniku greckich działań zrezygnowano z symbolu słońca z Werginy na fladze państwowej, a do Organizacji Narodów Zjednoczonych dołączono pod nazwą „Była Jugosłowiańska Republika Macedonii”.
Po wyborach parlamentarnych w 2006 roku do władzy doszła nacjonalistyczna i konserwatywna partia WMRO-DPMNE Nikoły Gruewskiego. Za jej rządów prowadzono politykę „antykizacji”, polegającą na budowaniu macedońskiej tożsamości narodowej w oparciu o starożytną Macedonię. Jednym z najbardziej charakterystycznych jej przejawów stał się projekt Skopje 2014 polegający na przebudowie centrum stolicy w sposób podkreślający antyczny charakter miasta. Według wstępnych szacunków rządu projekt miał kosztować 80 mln euro, jednak faktyczna suma wyniosła ok. 500 mln euro. Podczas szczytu NATO w Bukareszcie w 2008 Grecja zablokowała zaproszenie do sojuszu dla Macedonii ze względu na trwający spór o nazwę państwa. Stanowcza postawa Grecji zatrzymała także integrację Macedonii z Unią Europejską.
W wyniku wyborów parlamentarnych w grudniu 2016 roku WMRO-DPMNE utraciła większość parlamentarną. Nowy rząd utworzyła socjaldemokratyczna i proeuropejska Socjaldemokratyczny Związek Macedonii w koalicji z partiami mniejszości albańskiej, w tym Demokratycznym Związkiem na rzecz Integracji i Demokratyczną Partią Albańczyków. 31 maja 2017 Zoran Zaew zastąpił Emiła Dimitriewa na stanowisku premiera Macedonii. Przedstawiając skład nowego rządu, zapowiedział walkę z korupcją i zwiększenie wzrostu gospodarczego, uznał też dołączenie do Unii Europejskiej oraz NATO za priorytet na najbliższe lata.
Na przeszkodzie w integracji euroatlantyckiej stał trwający od ponad 25 lat konflikt dyplomatyczny z Grecją, państwem członkowskim obu organizacji. W styczniu 2018 wicepremier Macedonii ds. eurointegracji, Bujar Osmani, odwiedził Ateny, a Zoran Zaew spotkał się z premierem Grecji, Aleksisem Tsiprasem w czasie Światowego Forum Ekonomicznego w szwajcarskim Davos. W następnych miesiącach rozpoczęto ograniczanie polityki antykizacji, usuwając z nazwy portu lotniczego Skopje imię Aleksandra Wielkiego oraz przemianowując autostradę A1 „Aleksander Wielki” na „Przyjaźń”. 12 czerwca 2018 nad jeziorem Prespa doszło do porozumienia między premierami Grecji i Macedonii. Była jugosłowiańska republika zobowiązała się do przyjęcia nazwy Republika Północnej Macedonii (mac. Република Северна Македонија, Republika Severna Makedonija) oraz zerwania z tradycjami starożytnej Macedonii przy jednoczesnym uznaniu narodu oraz języka macedońskiego. Zmiana nazwy państwa wymagała jednak zmian w konstytucji oraz aprobaty prezydenta Macedonii, którym w czasie osiągnięcia kompromisu był prezydent Ǵorge Iwanow, sprzeciwiający się treści porozumienia. Wobec jego sprzeciwu ustawa ratyfikująca porozumienie wróciła do parlamentu, który przyjął ją na początku lipca 2018. Do zmiany nazwy państwa wymagana była także zmiana konstytucji Macedonii.

## Referendum

### Pytanie referendalne
19 lipca premier Zoran Zaew ujawnił treść pytania referendalnego:

Czy jesteś za członkostwem w Unii Europejskiej i NATO, akceptując umowę między Republiką Macedonii oraz Republiką Grecką?

### Wynik

% głosów Tak w poszczególnych gminach

Na 1.806.336 zarejestrowanych wyborców, udział w referendum wzięło 666 344 osób, tj. 36,89%. Spośród nich 647.114 oddało ważny głos (97,11%). Za zmianą nazwy zagłosowało 609.427 Macedończyków (tj. 91,46%), przeciw zaś 37.687 (5,66%). Głosy można było oddawać w 3513 obwodowych komisjach wyborczych.

## Reakcje

### Macedonia
Po ogłoszeniu daty głosowania grupa 28 prawicowych i eurosceptycznych partii politycznych, stowarzyszeń oraz organizacji pozarządowych rozpoczęła kampanię „Macedonia bojkotuje” (mac. Македонија бојкотира, Makedonija bojkotira). Na jej czele stanął Janko Baczew, lider małej partii Zjednoczona Macedonia, który podczas protestów przeciwko porozumieniu z Grecją 17 czerwca w Skopje wskoczył na policyjny transporter opancerzony z rosyjską flagą. Według Baczewa rząd Zaewa jest nielegalny, zwolenników referendum uznał zaś za narodowych zdrajców. Wśród uczestników kampanii są także dyrektor Archiwów Narodowych Filip Petrowski i były przewodniczący SDSM w Skopje, Lupczo Pałeski.
Głównym hasłem sprzeciwu wobec planowanego referendum zostało „#бојкотирам” (#bojkotiram), które jest rozpowszechniane poprzez media społecznościowe. Macedoński raper Bizzy stworzył piosenkę o tym samym tytule będącą wyrazem poparcia dla Nikoły Gruewskiego oraz sprzeciwu wobec Zorana Zaewa. Innymi sloganami przeciwników głosowania są: „Don’t call me North”, „Nigdy Północna, Zawsze Macedonia”, „Nazwa to tożsamość” oraz „Macedonia ma swoją nazwę”.

## Następstwa
Wobec nierozstrzygającego wyniku referendum, o zmianie nazwy państwa w konstytucji zdecydować miał parlament większością 2/3. 11 stycznia 2019 ratyfikował on porozumienie z Prespy, akceptując poprawki do konstytucji sankcjonujące zmianę nazwy kraju na Macedonię Północna. Dwa tygodnie później, 25 stycznia, porozumienie ratyfikował parlament grecki. Nowa nazwa kraju „Republika Macedonii Północnej” oficjalnie weszła w życie 12 lutego 2019.